# Gimli-zweefvliegtuigincident
Het Gimli-zweefvliegtuig is de naam voor een passagiersvliegtuig dat betrokken was bij een befaamd incident in de geschiedenis van de luchtvaart. Op 23 juli 1983 raakte een Boeing 767-200 (Air Canada vlucht 143, met registratie C-GAUN) zonder brandstof op 41.000 voet (12.497 meter) hoogte. Het vliegtuig was ongeveer halverwege op een binnenlandse vlucht van Montréal naar Edmonton in Alberta. De piloten slaagden erin het vliegtuig met een glijvlucht veilig aan de grond te zetten op de luchthaven van Gimli, een voormalige luchtmachtbasis in Manitoba.

## Geschiedenis

### Misrekening
Een Boeing 767 wordt gewoonlijk bijgetankt met behulp van een zogenoemde Fuel Quantity Information System Processor (FQIS), die alle inwendige pompen bedient en de piloten informeert over de toestand van de brandstof. De FQIS van vlucht 143 werkte echter niet goed. Later bleek dat een slechte soldeerverbinding de oorzaak was. De indicatie van de hoeveelheid brandstof aan boord werkte hierdoor niet en daarom werd de brandstof gemeten met een meetstok. Deze gaf 11.525 liter aan.
Bij het berekenen van de hoeveelheid brandstof die nodig was voor de vlucht van Montreal naar Edmonton werd echter een fout gemaakt. Deze berekeningen werden uitgevoerd op basis van gewicht in plaats van volume, waardoor een omzetting van de meting nodig was. Het vliegtuig was de eerste B767 van Air Canada waarvan de brandstof gemeten werd in kilogram. Voordien werd de brandstof in vliegtuigen (ook in de handboeken) aangegeven in (imperial) pounds (één pound is ongeveer 454 gram).
De piloten gebruikten een omzettingsfactor van 1,77 pound/liter, maar in kilogrammen moest dit 0,8 kg/l zijn. Door de verkeerde factor werd het getal 20.400 ingevoerd in de computer van het vliegtuig. In de software van de computer werd dit vertaald naar 20.400 kg, wat voldoende zou zijn voor deze vlucht, maar in werkelijkheid was het 20.400 pound, minder dan de helft van de benodigde brandstof voor de vlucht naar Edmonton.
Beide piloten én de tankploeg twijfelden aan de berekening, maar kwamen na drie keer rekenen tot hetzelfde getal. Uiteindelijk zei de gezagvoerder, Bob Pearson, "Dat is het, we vertrekken." Vervolgens vloog men het korte traject van Montreal naar de eerste tussenstop, Ottawa, waar de brandstof opnieuw gemeten werd voor de rest van de vlucht naar Edmonton. Ook nu werd het weer voldoende bevonden.

### Zonder brandstof
Op 41.000 voet (12.497 m) boven Red Lake (Ontario) ging het waarschuwingssysteem in de cockpit vier keer af en waarschuwde voor een probleem met de brandstofdruk aan de linkerkant. De piloten dachten dat een brandstofpomp stuk was. Deze werd uitgeschakeld. De tanks bevinden zich boven de motoren zodat deze ook brandstof kunnen krijgen door de zwaartekracht. Volgens de computer was er nog genoeg brandstof (maar dit was dus gebaseerd op een onjuiste berekening). Even later ging een tweede alarm af en de piloten besloten uit te wijken naar Winnipeg. Direct daarna gaf de linkermotor er de brui aan en de bemanning bereidde zich voor op een landing met één motor.
Terwijl de piloten probeerden de linkermotor opnieuw te starten en ze contact opnamen met de vluchtleiding in Winnipeg voor een noodlanding ging het waarschuwingssysteem opnieuw af. Enkele seconden later stopte ook de rechtermotor. De 767 vloog verder zonder vermogen van de motoren. Vliegen met één motor wordt regelmatig geoefend in de vliegsimulator, maar de bemanning had waarschijnlijk nooit geoefend om zonder motoren te vliegen.
De Boeing 767 is gebaseerd op het concept van een "glazen cockpit", waarin alle instrumenten vervangen zijn door monitorschermen. De straalmotoren leveren onder normale omstandigheden ook elektrische stroom aan het vliegtuig. Nu de motoren niet meer functioneerden vielen bijna alle instrumenten uit. Een van die instrumenten was de variometer, waardoor de piloten hadden kunnen weten hoe snel ze daalden en bijgevolg hoe ver ze nog konden zweven.
De motoren leveren ook stroom voor het hydraulisch systeem waarmee het vliegtuig wordt bestuurd. Boeing had echter als noodvoorziening een ram air turbine ingebouwd. Deze turbine klapte automatisch uit aan de onderkant van het vliegtuig en dreef via een propeller een dynamo aan. Deze leverde voldoende stroom voor de hydraulica, zodat het vliegtuig bestuurbaar bleef. Deze ram air turbine lijkt qua vorm op de propeller van een Cessna.

### Landing
Zodra het motorvermogen was weggevallen zochten de piloten in de noodhandleiding naar het hoofdstuk over het vliegen zonder motoren, maar dit hoofdstuk bleek niet te bestaan. Piloot Bob Pearson liet het vliegtuig zweven met 407 km/u; dit was zijn beste schatting voor het optimale glijgetal. Co-piloot Maurice Quintal maakte ondertussen berekeningen om te zien of ze Winnipeg konden bereiken. Hij gebruikte de hoogte zoals die werd aangegeven door een mechanisch reserve-instrument. Hij kreeg de nog af te leggen afstand door van de luchtverkeersleiding in Winnipeg, die deze kon afleiden uit de positie van het vliegtuig op de radar. Het vliegtuig verloor 1520 meter hoogte per afgelegde 19 km. Op basis hiervan berekenden de verkeersleiding en Quintal dat het toestel Winnipeg niet kon halen.
Op dat moment koos Quintal de voormalige luchtmachtbasis van Gimli als landingsplaats. Hij wist echter niet dat deze ondertussen een burgerluchthaven geworden was en dat een van de twee banen afgedankt was. De afgedankte baan werd gebruikt voor autoraces. Bovendien stond het luchthaventerrein die dag vol met auto's en kampeerwagens voor "Family Day" en er werd een race gereden op de voormalige landingsbaan.
Tijdens het aanvliegen probeerde Quintal het landingsgestel neer te laten met behulp van de zwaartekracht, maar hoewel het neuswiel gebouwd was om door de windkracht achterwaarts te bewegen, vergrendelde het niet. Door de steeds lagere snelheid van het vliegtuig werd de ram air turbine minder efficiënt, waardoor het vliegtuig moeilijker te besturen werd. Ook bleek dat het toestel nog op te grote hoogte was, maar niet hoog genoeg om een rondje te kunnen vliegen en zo hoogte te verliezen. Pearson voerde daarom een manoeuvre uit die sideslip wordt genoemd, bedoeld om de luchtweerstand te verhogen en de hoogte te verminderen. Een sideslip betekent dat er met ongecoördineerde roeren wordt gevlogen, zodat het vliegtuig scheef komt te liggen en veel luchtweerstand heeft. Bij zweefvliegtuigen wordt dit veel gebruikt  en Pearson had ervaring als zweefpiloot.
Zodra de wielen de grond raakten, remde Pearson uit alle macht. Meerdere banden begaven het. Het vliegtuig werd afgeremd doordat het in contact kwam met de vangrail van het racecircuit en kwam uiteindelijk op de racebaan tot stilstand, met de neus naar de grond doordat het neuswiel niet was vergrendeld.
Geen van de 61 passagiers raakte bij de landing gewond. Wel vielen er enkele kleine verwondingen bij het verlaten van het vliegtuig via de achterste noodglijbaan. Deze hing bijna verticaal doordat de staart van het vliegtuig hoger stond dan normaal. Een kleine brand in de neuszone werd snel geblust door mensen die toesnelden met brandblussers. De gewonden werden snel geholpen door een toevallig aanwezige arts, die zelf net met een vliegtuig wilde opstijgen.

### Afloop
De schade werd snel hersteld door technici en het vliegtuig vloog twee dagen later al verder. Na enkele weken was het toestel volledig hersteld en weer in dienst. Ironisch genoeg kwamen de technici van de luchthaven van Winnipeg met hun bestelwagen zelf zonder benzine te staan toen ze uit Gimli vertrokken, waarna ze door een andere wagen opgepikt moesten worden.
Bij latere simulaties van een vlucht waarbij beide motoren uitvielen, bleek dat geen enkele piloot in staat was het vliegtuig behoorlijk aan de grond te zetten.
Het vliegtuig bleef tot januari 2008 in dienst bij Air Canada. In 1996 verscheen een televisiefilm gebaseerd op het incident Falling from the Sky: Flight 174. Verschillende omstandigheden werden gewijzigd, waaronder de naam van de maatschappij en het vluchtnummer.

## Gelijksoortige incidenten
Een gelijksoortig incident was dat van Air Transat-vlucht 236 in 2001. De Airbus A330-243 die hierbij was betrokken moest ook een noodlanding maken nadat het vliegtuig zonder brandstof was gekomen. Hapag-Lloyd-vlucht 3378 eindigde eveneens met een zweefvlucht zonder motorkracht. Bij beide vluchten kwam niemand om het leven.
Bij US Airways-vlucht 1549 vielen, door aanvaring met een vlucht vogels direct na vertrek van LaGuardia Airport in New York, beide motoren uit van de Airbus A320. Het vliegtuig maakte een geslaagde noodlanding op het water van de Hudson.